# Irrel

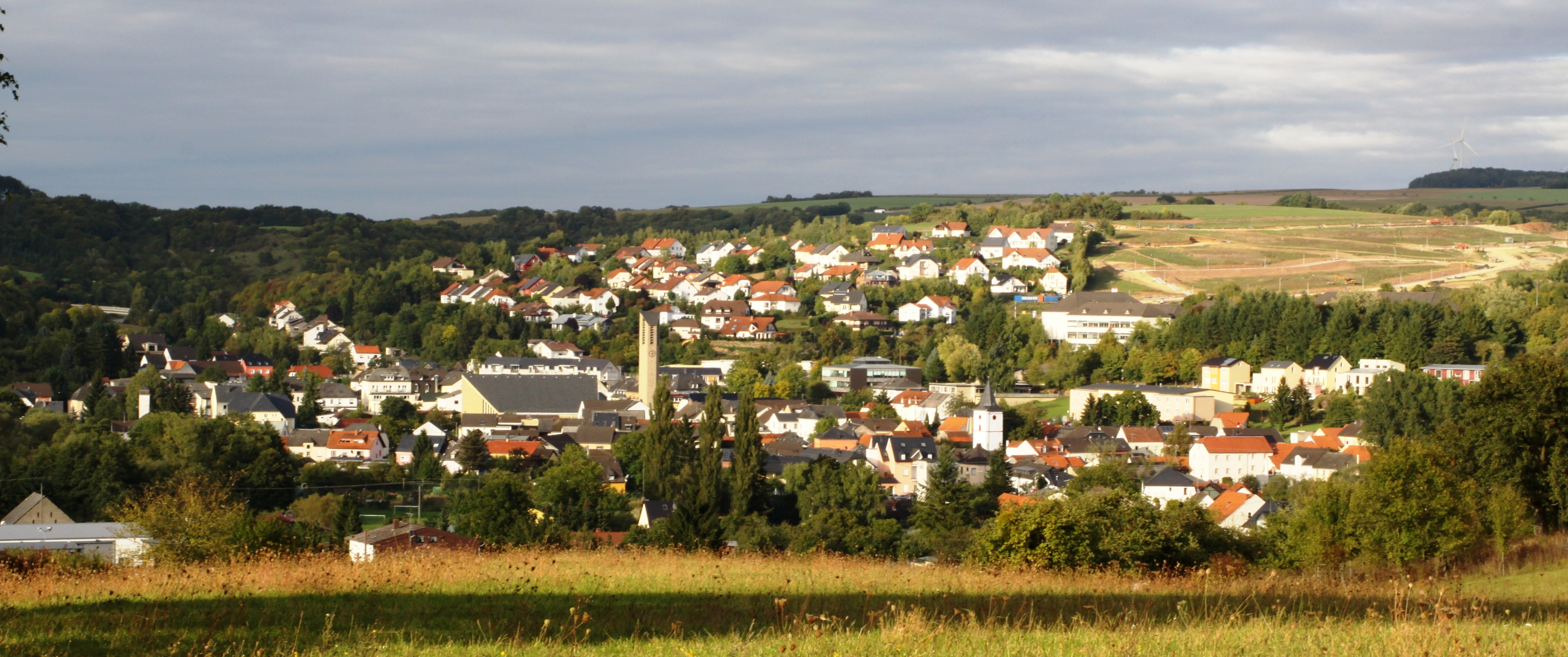
Irrel

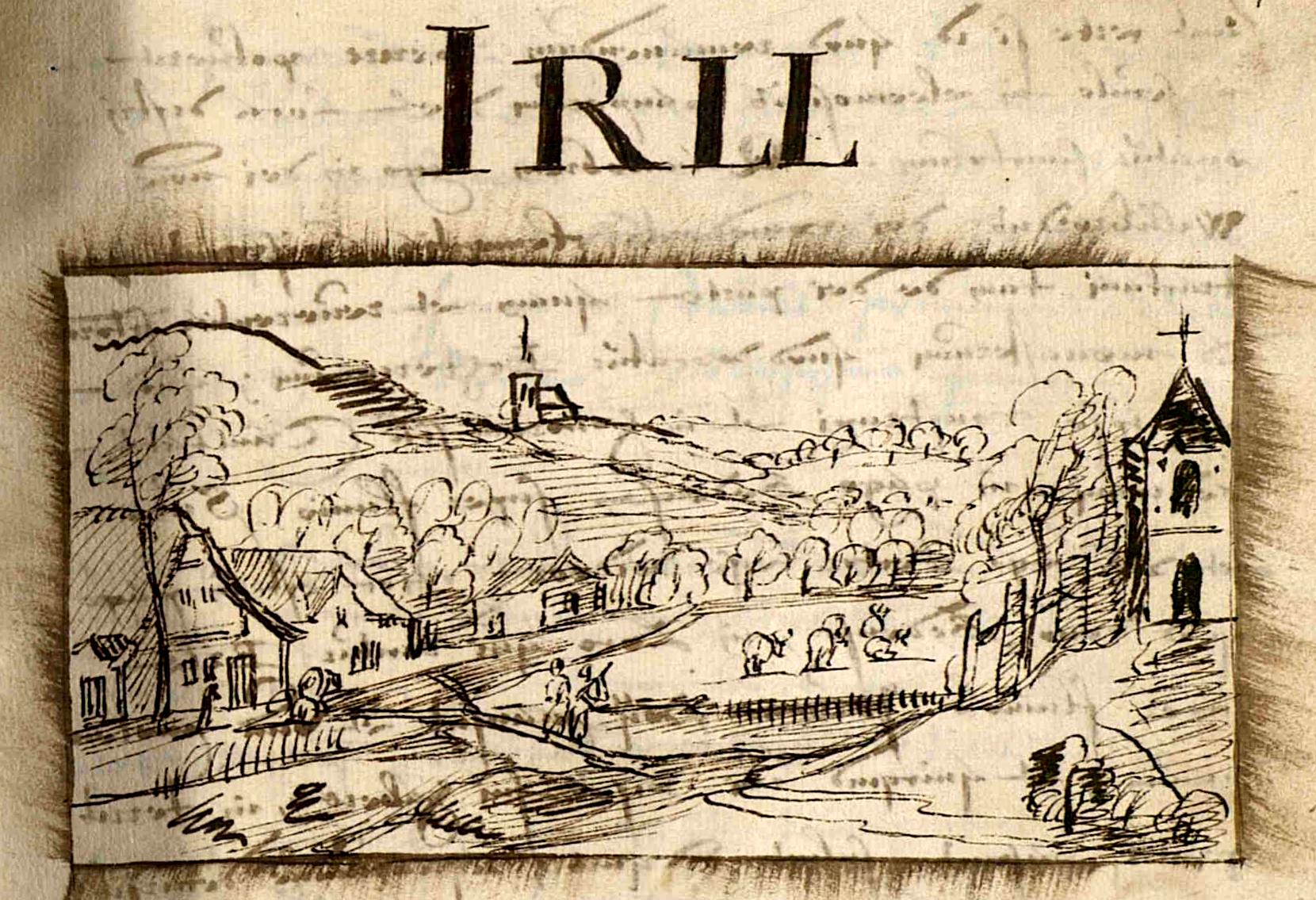
Irrel, Jean Bertels 1597

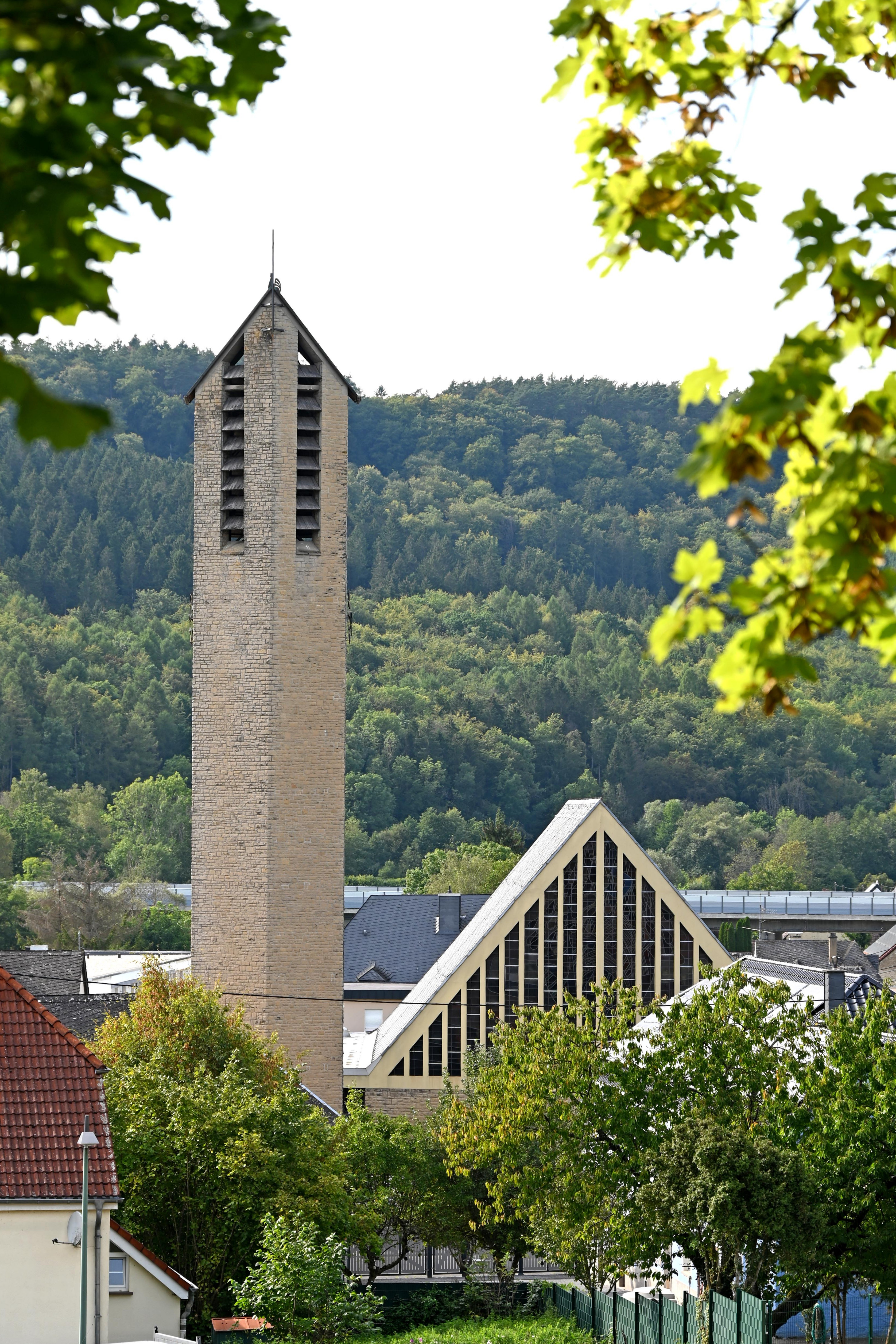
St. Ambrosius von 1962

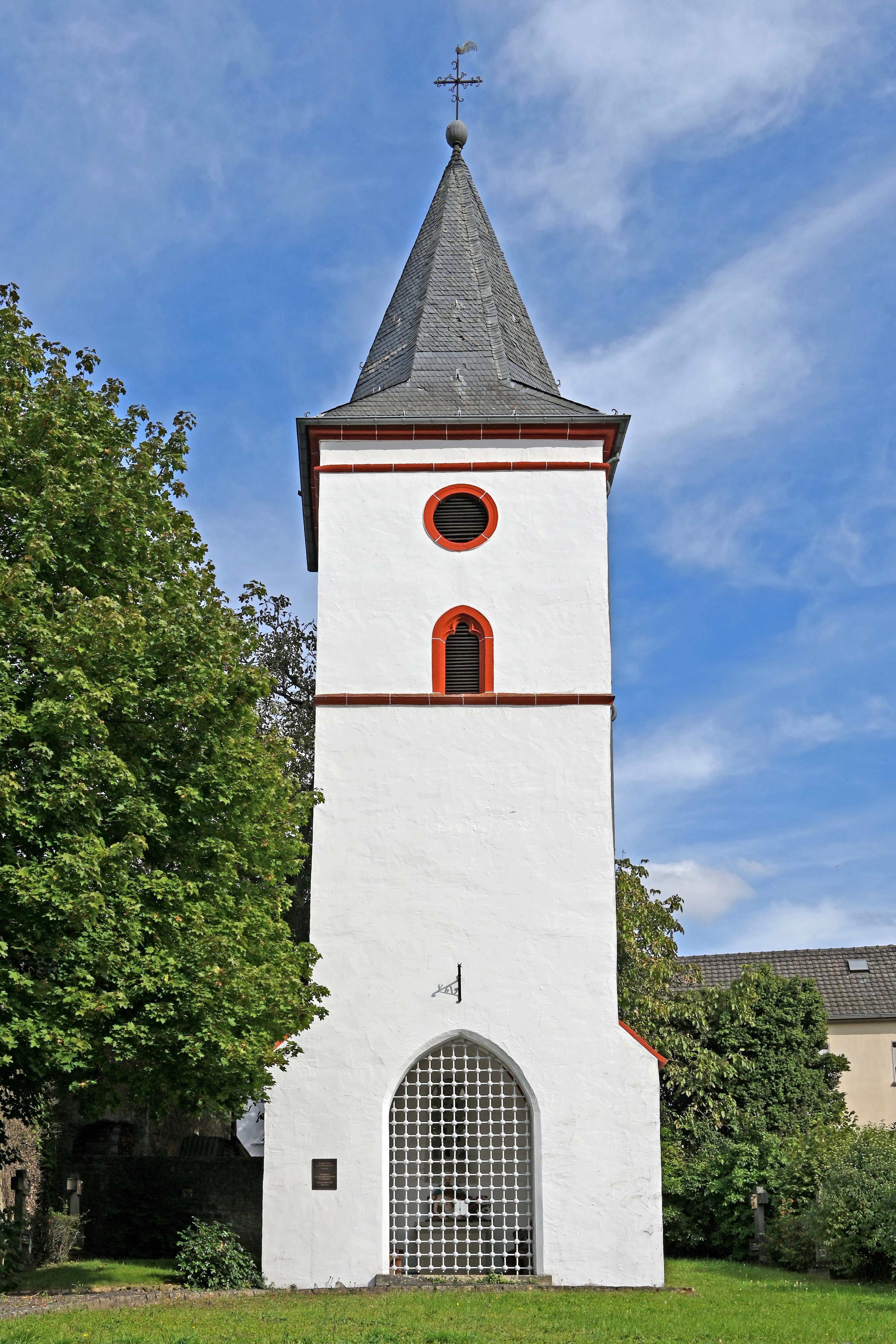
Chorturm von 1510

Irrel (mundartlich Eardel) in der westlichen Eifel ist eine Ortsgemeinde im Eifelkreis Bitburg-Prüm in Rheinland-Pfalz. Sie gehört seit dem 1. Juli 2014 der Verbandsgemeinde Südeifel an. Bis dahin war Irrel Verwaltungssitz der gleichzeitig aufgelösten Verbandsgemeinde Irrel.
Irrel ist ein staatlich anerkannter Luftkurort und gemäß Landesplanung als Grundzentrum ausgewiesen.

## Geographie
Irrel liegt im Naturpark Südeifel an der Prüm am südöstlichen Rand des Ferschweiler-Plateaus. Unterhalb von Irrel mündet die Nims in die Prüm.
Nachbarorte von Irrel sind die Ortsgemeinden Prümzurlay und Niederweis im Norden, Menningen im Südosten, Minden im Süden, Echternacherbrück im Südwesten sowie Ernzen im Westen.

## Geschichte
Es ist von einer frühen Besiedelung der Region um Irrel auszugehen, was durch den Fund eines römischen Brandgräberfeldes nördlich des Ortes belegt werden konnte. 1913 wurden hier erstmals drei Brandgräber in Steinsetzungen beobachtet, die jeweils eine Urne enthielten. In den Jahren um 1960 entdeckte man weitere Brandgräber und verbrachte die Fundstücke in das Kreismuseum nach Bitburg. Es handelt sich hauptsächlich um Keramik aus der ersten Hälfte des 1. Jahrhunderts n. Chr. bis in die Mitte des 2. Jahrhunderts n. Chr. Bisher bekannt sind acht Bestattungen an dieser Örtlichkeit, wobei man von weiteren schon zerstörten Gräbern ausgeht.
Die erste urkundliche Erwähnung des Ortes Irrel datiert um das Jahr 714. In der Schenkungsurkunde einer Mühle nebst 7½ Mansen Land (etwa 750 ha) an den hl. Willibrord wird der Ort als „Erle“ bezeichnet. In der Folge gehörte der Ort als Besitzung der Abtei Echternach zum Herzogtum Luxemburg, somit mit diesem seit 1555 zu den Spanischen Niederlanden und ab 1714 den Österreichischen Niederlanden. Von 1795 bis 1814 ist Irrel Teil des französischen Wälderdepartements, nach dem Wiener Kongress wird der nahegelegene Fluss Sauer zum Grenzfluss des neu errichteten Großherzogtums Luxemburg, und Irrel somit preußisch.
Im 19. Jahrhundert erlangten vor allem Land- und Forstwirtschaft, die Gewinnung von Gerberlohe sowie die Steinbrüche der Umgebung an Bedeutung. Jedoch war die Gegend bis weit nach dem Zweiten Weltkrieg, bedingt durch die dünne Besiedlung, mäßig fruchtbare Böden und geringe industrielle Entwicklung, aber auch die 1815 entstandene Randlage an der Westgrenze, von Armut geprägt.
Zu Beginn des 20. Jahrhunderts förderte die Gründung einer Spar- und Darlehenskasse (gegr. 1900 durch den damaligen kath. Pfarrer Follert, heute noch als „Raiffeisenbank Irrel eG“ existierende, kleinste Genossenschaftsbank im Eifelraum), in den zwanziger Jahren die einer Molkereigenossenschaft (gegr. 1929 durch den damaligen kath. Pfarrer Ewerhart) die wirtschaftliche Entwicklung. Mit dem Bau der Nims-Sauertalbahn wurde der Ort 1912 in Richtung Bitburg-Erdorf und 1915 in Verkehrsrichtung Trier vom Eisenbahnnetz erschlossen, was der gesamten Region einen gewissen wirtschaftlichen Aufschwung brachte. In dieser Zeit war Irrel vor allem von Landwirtschaft und Handwerk geprägt. Der Personenverkehr dieser Strecke wurde 1968, der Güterverkehr 1988 eingestellt. Durch die Eisenbahn konnten die typischen Produkte der Region, landwirtschaftliche Erzeugnisse, Holz und Sandstein, erstmals in größerem Umfang ausgeführt werden. Auch der Tourismus entwickelte sich durch die Eisenbahn in der landschaftlich reizvollen Eifelregion.
Weitere einschneidende Veränderungen brachte 1938 der Bau des Westwalls. Durch die Arbeiter des Westwalls nahm die Einwohnerzahl zeitweilig enorm zu, auch boten die Baumaßnahmen zusätzliche Arbeitsplätze für die einheimische Bevölkerung in einer traditionell sehr strukturschwachen Region. Da Irrel sehr nah an der Westgrenze zu Luxemburg liegt, wurden auf dem Gemeindegebiet eine große Anzahl von Stellungsbunkern gebaut, darunter zwei der größten Bunkerbauten des Westwalls: Der Katzenkopfbunker, in dem heute ein Museum eingerichtet ist, sowie der Nimsbunker, beide jeweils mit Panzerkuppeln und mehreren unterirdischen Etagen. Vom Zweiten Weltkrieg war Irrel schon ab dem Jahr 1939 betroffen. Durch die Lage in unmittelbarer Nähe zur Westgrenze, innerhalb der so genannten „Roten Zone“, wurde auch Irrel für mehrere Wochen evakuiert, die Bevölkerung in den  Harz und den Westerwald verbracht. In den Jahren 1944 und 1945 wurde der Ort durch Artilleriebeschuss, Fliegerbomben und Sprengungen der sich zurückziehenden Truppen zu ca. 70 % zerstört. Die Einwohner harrten von Herbst 1944 bis zur Befreiung im Februar 1945 durch die US-Armee in Nachbarorten oder den Wäldern der Umgebung aus. Der Ort Irrel verlor durch die Auswirkungen des Krieges rd. 10 % der Bevölkerung. Neben gefallenen bzw. vermissten Soldaten waren vor allem auch viele Tote unter der Zivilbevölkerung zu beklagen.
Als Folge der Nazi-Zeit gibt es in Irrel auch keine jüdische Bevölkerung mehr. Bis in die 1930er Jahre waren in Irrel mehrere Familien jüdischen Glaubens ansässig. Neben Berufen wie Viehhändler oder Sattler gab es auch Wirtsleute und einen Metzger. Lediglich der jüdische Friedhof in der Talstraße kündet heute noch von einer gemeinsamen Geschichte.
Die Nachkriegszeit ist geprägt von der Entwicklung des Ortes zu einem Grundzentrum der Region, zum Beispiel durch den Bau von Schulen und die Ansiedlung von Einkaufsmöglichkeiten. Der Tourismus erreichte in der Südeifel seine Blüte in den 1950er und 1960er Jahren, viele Hotels, Pensionen und die Campingplätze Irrels stammen aus dieser Zeit. Heute ist die Region eher ein Reiseziel für Naherholung und Kurzreisen.
Die bis dahin ortsbildprägenden Bahnanlagen wurden in den 1990er Jahren in der Ortsmitte komplett abgetragen.

### Bevölkerungsentwicklung
Die Entwicklung der Einwohnerzahl von Irrel, die Werte von 1871 bis 1987 beruhen auf Volkszählungen.
| Irrel: Einwohnerzahlen von 1815 bis 2024 | Irrel: Einwohnerzahlen von 1815 bis 2024 | Irrel: Einwohnerzahlen von 1815 bis 2024 | Irrel: Einwohnerzahlen von 1815 bis 2024 | Irrel: Einwohnerzahlen von 1815 bis 2024 |
| ---------------------------------------- | ---------------------------------------- | ---------------------------------------- | ---------------------------------------- | ---------------------------------------- |
| Jahr                                     |                                          |                                          |                                          | Einwohner                                |
| 1815                                     | 1815                                     |                                          | 404                                      | 404                                      |
| 1835                                     | 1835                                     |                                          | 712                                      | 712                                      |
| 1871                                     | 1871                                     |                                          | 657                                      | 657                                      |
| 1905                                     | 1905                                     |                                          | 695                                      | 695                                      |
| 1939                                     | 1939                                     |                                          | 1.238                                    | 1.238                                    |
| 1950                                     | 1950                                     |                                          | 893                                      | 893                                      |
| 1961                                     | 1961                                     |                                          | 1.030                                    | 1.030                                    |
| 1970                                     | 1970                                     |                                          | 1.176                                    | 1.176                                    |
| 1987                                     | 1987                                     |                                          | 1.191                                    | 1.191                                    |
| 1997                                     | 1997                                     |                                          | 1.375                                    | 1.375                                    |
| 2005                                     | 2005                                     |                                          | 1.396                                    | 1.396                                    |
| 2010                                     | 2010                                     |                                          | 1.383                                    | 1.383                                    |
| 2015                                     | 2015                                     |                                          | 1.508                                    | 1.508                                    |
| 2017                                     | 2017                                     |                                          | 1.560                                    | 1.560                                    |
| 2024                                     | 2024                                     |                                          | 1.698                                    | 1.698                                    |
|                                          |                                          |                                          |                                          |                                          |

## Politik

### Gemeinderat
Der Gemeinderat in Irrel besteht aus 16 Ratsmitgliedern, die bei der Kommunalwahl am 9. Juni 2024 in einer personalisierten Verhältniswahl gewählt wurden, und dem Ortsbürgermeister als Vorsitzendem.
Die Sitzverteilung im Gemeinderat:
| Wahl   | FW | WGH | WGS | WGT | WGB | WGD | WGHb | WGHa | Gesamt   |
| ------ | -- | --- | --- | --- | --- | --- | ---- | ---- | -------- |
| 2024 a | 2  | 4   | 5   | 5   | –   | –   | –    | –    | 16 Sitze |
| 2019 b | –  | 4   | –   | –   | 3   | 5   | 4    | –    | 16 Sitze |
| 2014 c | –  | –   | –   | –   | 4   | –   | 4    | 8    | 16 Sitze |

### Bürgermeister
Simon Jegen wurde am 11. Juli 2024 Ortsbürgermeister von Irrel. Bei der Direktwahl am 9. Juni 2024 hatte er sich mit einem Stimmenanteil von 60,5 % gegen den Amtsinhaber durchgesetzt.
Jegens Vorgänger Herbert Theis hatte das Amt am 25. Juni 2019 übernommen. Zuvor war Heinz Haas über 12 Jahre Ortsbürgermeister von Irrel.

### Wappen
| Wappen von Irrel | Blasonierung: „In Silber ein blauer schräglinker Wellenbalken, oben begleitet von einem grünen Erlen-Blatt, unten von einer roten heraldischen Lilie.“ |
| Wappen von Irrel | Wappenbegründung: Unterhalb Irrel fließen Nims und Prüm zusammen. In der Flussgabel liegt der Ort. Diese, das Landschaftsbild bestimmenden Fakten, sind durch den blauen Wellenbalken symbolisiert. In einer Schenkungsurkunde von Bischof Willibrord an das Kloster Echternach vom Jahre 740 ist 'erle' an der Prüm, im Bedgau genannt. Zuvor heißt es 697 in der charta S. Willibrordi: „… hoc est in pago, quot dono, Bedense, in loco qui discitur Erle super fluvio Pruva (Prumia)“, (Hontheim, I.S.62). (… was ich schenke, ist im Bedagau, in dem Ort, welcher Erle genannt wird, oberhalb dem Prüm-Fluss gelegen). Irrel war Hauptort einer Echternacher Meierei, zu der Edingen, Irrel, Menningen und Minden gehörten. In der geschichtlichen Entwicklung ist der Ort über ein Jahrtausend eng mit der Abtei Echternach verbunden. Das symbolisiert die rote Lilie, die dem Glevenkreuz des Echternacher Konventsiegels entnommen ist. (Eiflia illustrata, III, I,2, S. 504, Wackenroder/Neu, Kdm.Kr. Bitburg, S. 123). Eine Urkunde von 851 (BUB) besagt "in uilla eralio". Althochdeutsch: erila, mittelhochdeutsch: erle= Erle. Von diesem Begriff ist der Ortsname 'Irrel' abgeleitet. Die Erle, die feuchten Standort bevorzugt, hatte in der Flussniederung ideale Standortbedingungen. Das Erlenblatt ist als redendes Zeichen auf genommen. (Müller, Ortsn. II, S. 54). Das Wappen wurde entworfen von Karl E. Becker, Malberg. |

## Kultur und Sehenswürdigkeiten

### Bauwerke

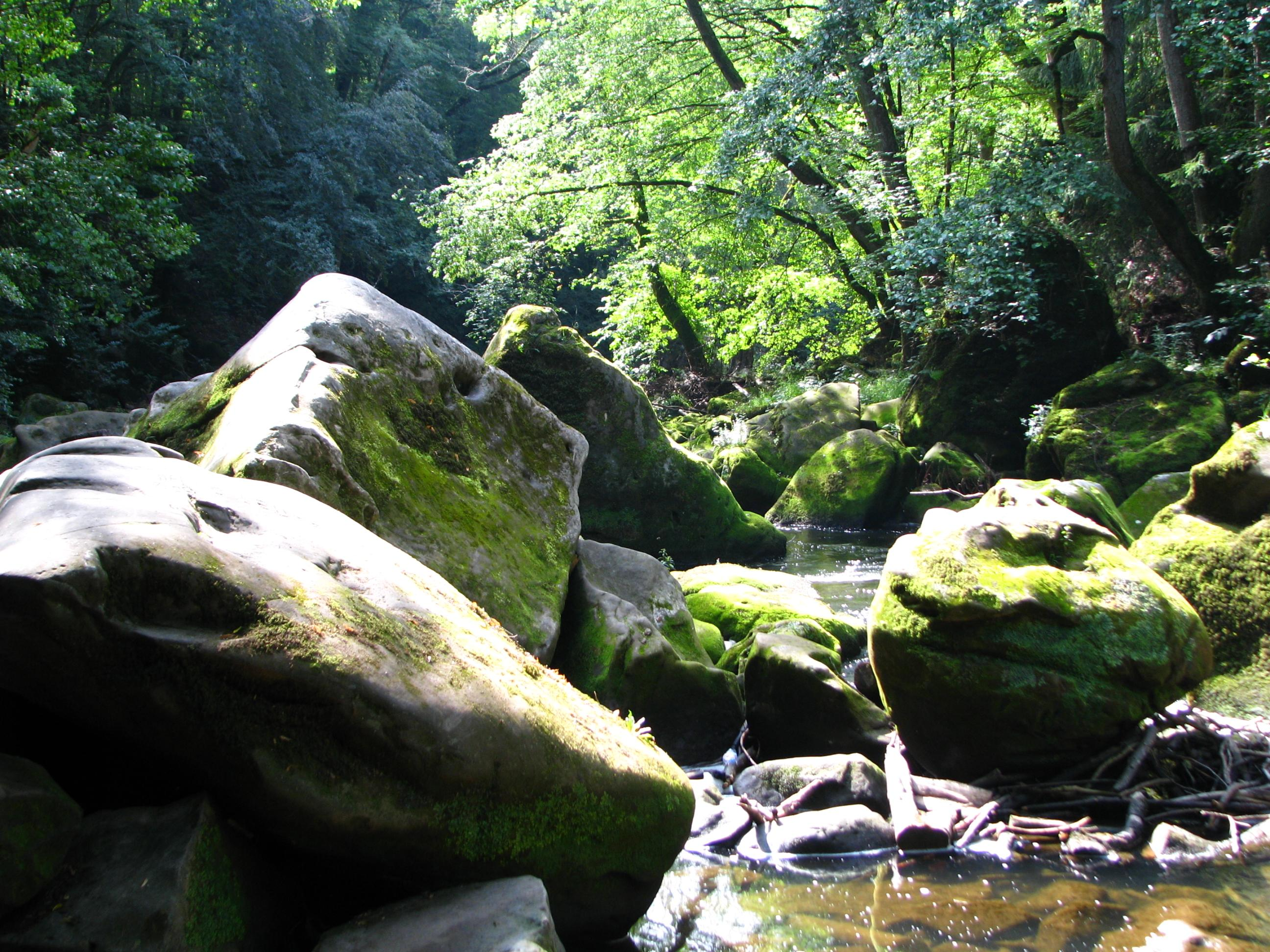
Irrel Wasserfälle

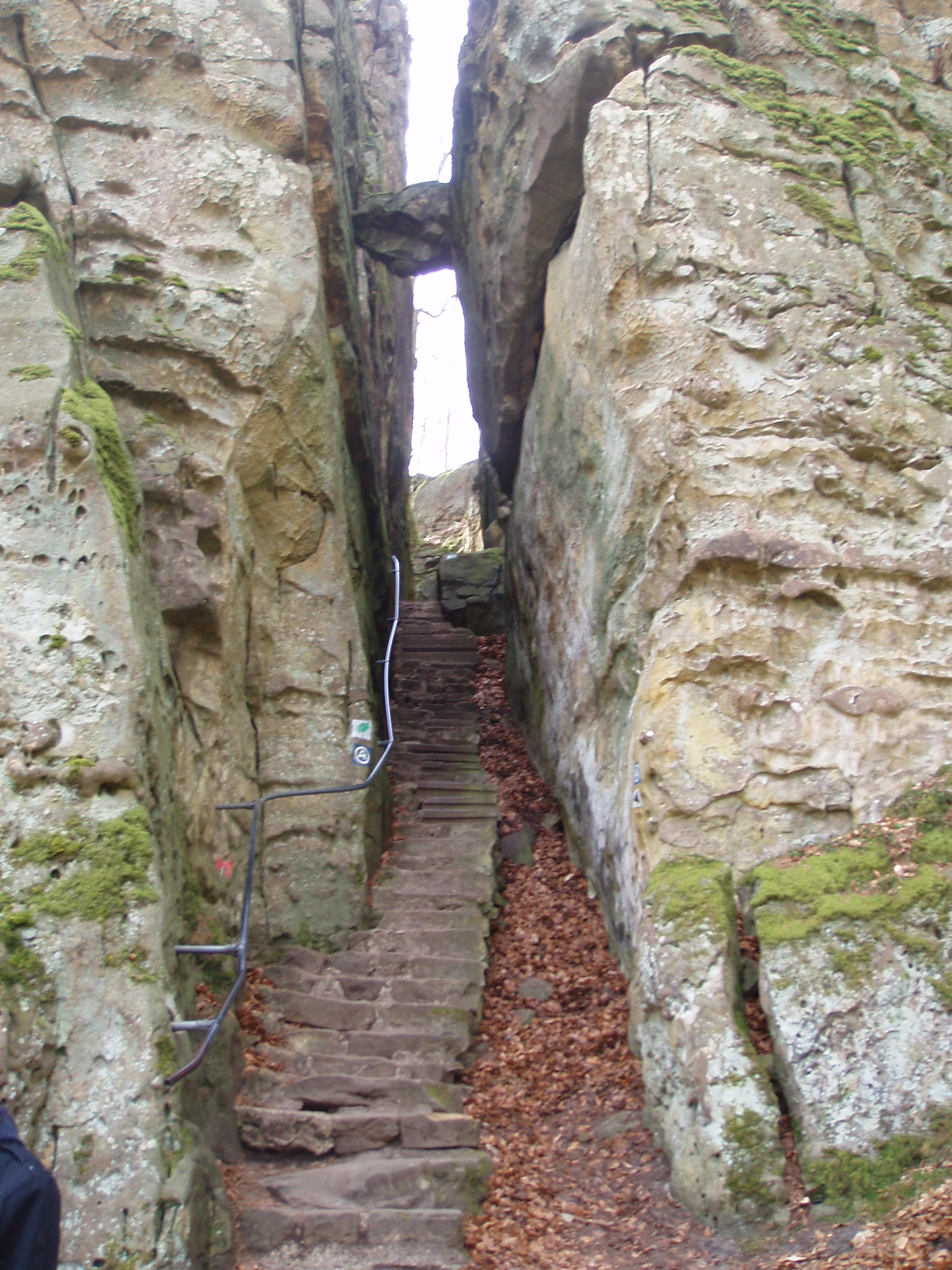
Teufelsschlucht

- Turm der alten mittelalterlichen Pfarrkirche, spätgotischer Chorturm von 1510
- Katholische Kirche St. Ambrosius von 1962
- Westwallmuseum auf dem Katzenkopf
- Eisenbahnviadukt bei der Irreler Mühle

Siehe auch: Liste der Kulturdenkmäler in Irrel

### Grünflächen und Naherholung
- Irreler Wasserfälle, die Prüm zwischen Irrel und Prümzurlay
- Ferschweiler-Plateau mit der Teufelsschlucht
- alter jüdischer Friedhof in der Talstraße
- Zahlreiche Wanderwege in und um Irrel[13][14]

Siehe auch: Liste der Naturdenkmale in Irrel

### Regelmäßige Veranstaltungen
- Jährliches Kirmes- bzw. Kirchweihfest wird am ersten Wochenende im September gefeiert.
- Traditionelles Ratschen oder Klappern am Karfreitag und Karsamstag
- Hüttenbrennen am ersten Wochenende nach Aschermittwoch (sogenannter Scheef-Sonntag) auf dem Katzenkopf[15][16]

## Wirtschaft und Infrastruktur

### Wirtschaft
Heute ist die Landwirtschaft, bis in die Nachkriegszeit einer der Haupterwerbszweige, nur noch von sehr geringer Bedeutung, die meisten Arbeitnehmer pendeln in den Raum Bitburg, ins nahe Luxemburg oder nach Trier.

### Verkehr
Die Gemeinde ist durch die Kreisstraße K 20, die Landesstraßen L 4 und L 40 sowie die Bundesstraße 257 erschlossen. Die Nims-Sauertalbahn, an der der Bahnhof Irrel lag, ist stillgelegt.

## Trivia
In der Folge Satelliten: Spielzeuge der Milliardäre des ZDF Magazin Royale vom 23. September 2022 macht Jan Böhmermann sich über den schlechten Internetausbau in der Eifel lustig und erwähnt dabei Irrel:

„Also durchhalten, liebe Eifel! Rettung naht! Dank ganz neuer Satellitentechnik können Sie bald auch bei Ihnen zu Hause in Irrel, in Körperich oder in Gillenfeld solche starken Internet-Videos in bester 4K-Auflösung genießen“